# コンボボックス

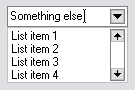
コンボボックスの例

コンボボックス（英: combo box）は、よく使われるGUIウィジェットの1つ。ドロップダウンリストまたはリストボックスを1行のテキストボックスと組み合わせたもので、ユーザーは値を直接入力することもできるし、既存のオプションから選択することもできる。グラフィカルなウェブブラウザのアドレス入力バーは、一般にコンボボックスになっている。
テキストボックスに入力中の内容がオプションのいずれかと前方一致する場合は、自動補完機能が動作するようになっていることもある。例えばファイルダイアログにおけるファイル名入力欄はコンボボックスとなっており、同一フォルダー内にある既存のファイル名がオプションとしてリストアップされ、また補完に使われる。コンボボックスの端にある、オプションを表示するためのボタンには逆三角形やV字のアイコンが付いていることが多く、「ドロップダウンボタン」と呼ばれることもある。

## 用語
コンボボックスという用語は、「ドロップダウンリスト」を表す用語として使われる場合もある。例えばWindows APIやJavaでは、テキストが編集可能か否かに関わらずコンボボックスと呼称している。
このため、混同を避ける目的で「ドロップダウンリスト」のことを「編集不可コンボボックス」などと言い、単にコンボボックスと言えば、テキストボックス付きで編集可能なものを指すものとする場合がある。